# Déjà vu
A déjà vu (ejtsd: dézsá vü) hallgat (franciául: „már láttam”) vagy paramnézia az a jelenség, amikor valaki úgy érzi, hogy az éppen történő helyzetet már korábban átélte, az adott esemény korábban már megtörtént volna vele, ugyanakkor a korábbi átélés körülményei vagy akár megtörténtének ténye bizonytalanok. Érdekes, hogy déjà vu élményének későbbi felidézésekor maga az érzés meglehetősen pontosan körülírható, ugyanakkor annak felidézése, hogy milyen valós körülmények váltották ki az érzést, ugyanolyan bizonytalan, mint maga a képzeletbeli, "már átélt" szituáció.

## A kifejezés eredete
Szakkifejezésként Émile Boirac (1851–1917) vezette be ezt a kifejezést  az  L'Avenir des sciences psychiques (A pszichikai tudományok jövője) c. könyvében.
A jelenség egyes változatait, még nem ezt a kifejezést használva, mások is leírták, így például Nathaniel Hawthorne (1863),  Sir Walter Scott (1815).

## Magyarázatok
A hagyományos elképzelések szerint az okozza, hogy az egyik szemből néhány ezredmásodperccel előbb érkezik a látott kép az agyba, mint a másikból. A leedsi egyetem emlékezetkutató csoportja  hipnózissal sikeresen előidézte a jelenséget. Ugyanez a kutatócsoport beszámolt egy vak emberről, aki szintén átélte a déjà vu-t halláson, szagláson és tapintáson keresztül. A vizsgálatoktól azt várják, hogy jobban megértsék a memória működését.
Chris Moulin brit kutató és csapata szerint az emlékezet pillanatnyi zavara okozza. 